# BQM-74 Chukar

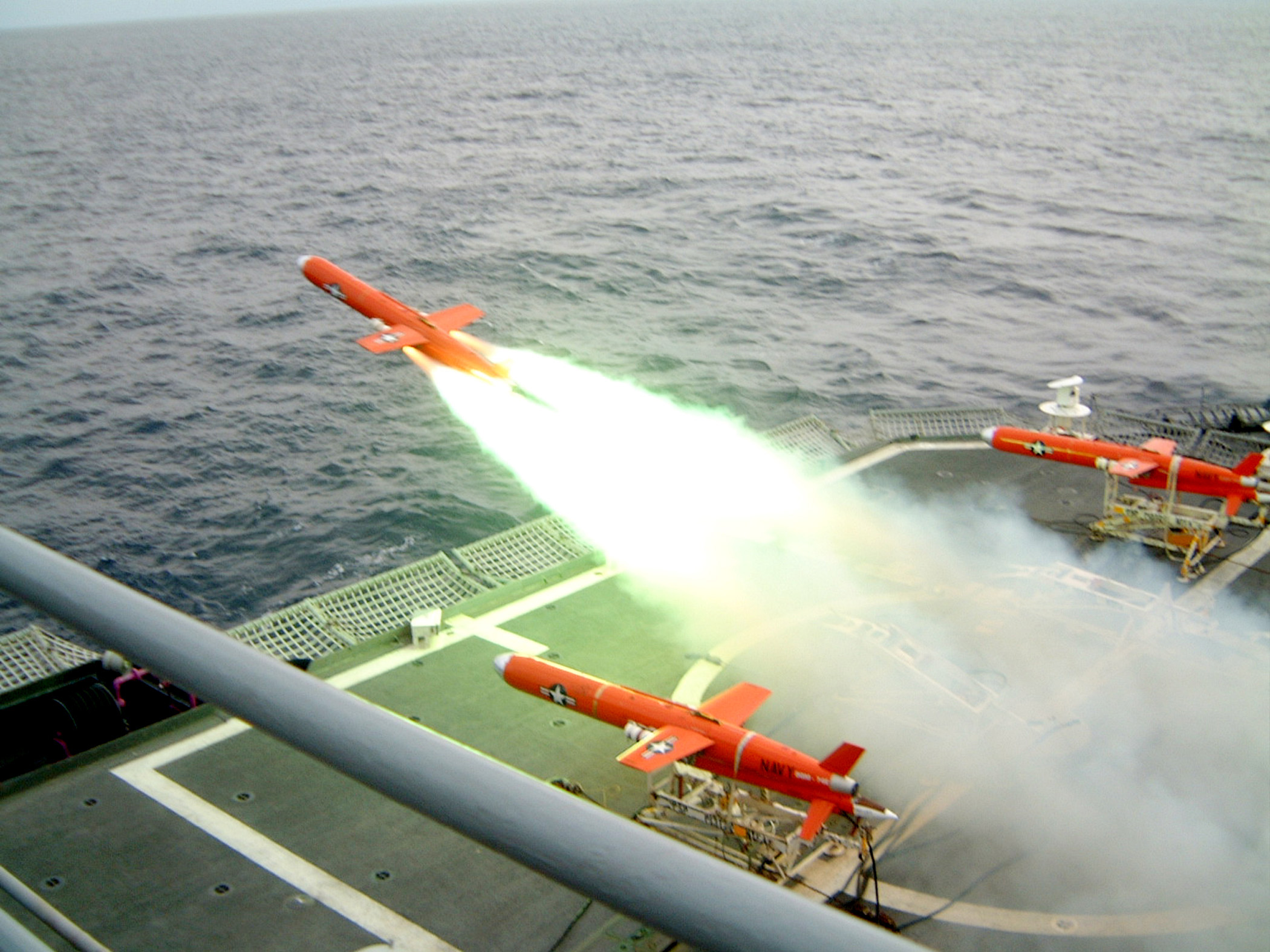
Lancement d'un BQM-74E Chukar depuis l' lors d'un exercice d'entraînement.

Le BQM-74 Chukar est une série de drones cible produits par Northrop Grumman. Le Chukar est divisé en trois variantes principales : le MQM-74A Chukar I, le MQM-74C Chukar II et le BQM-74C Chukar III. 
Il s'agit d'une cible aérienne subsonique récupérable, télécommandée, capable d'atteindre des vitesses allant jusqu'à Mach 0,86 et d'atteindre des altitudes comprises entre 10 000 à 12 000 m.